# Golubaya Niva
Golubaya Niva (del ruso: Голубая Нива) es un posiólok del raión de Slaviansk del krai de Krasnodar, en el sur de Rusia. Está situado en la orilla izquierda del río Protoka, uno de los distributarios del delta del Kubán, 50 km al noroeste de Slaviansk-na-Kubani y 113 al noroeste de Krasnodar, la capital del krai. Tenía 1 693 habitantes en 2010.
Es cabeza del municipio homónimo.

## Historia
La localidad fue fundada como asentamiento de trabajo en relación con la explotación de los arrozales del delta el 9 de diciembre de 1981.

## Economía
El principal sector económico de la localidad es el agrícola (arroz). Las principales empresas son OOO Soyuz, OOO PPK Golubaya Nvay OOO Slavianski APK.

## Servicios sociales
En la localidad hay una escuela (nº 10), un jardín de infancia (nº 52), una escuela de música, una Casa de Cultura, una biblioteca, un punto de enfermería y una farmacia entre otros establecimientos.